# یاکویبا
یاکویبا (به اسپانیایی: Yacuiba) یک منطقهٔ مسکونی در بولیوی است که در Gran Chaco Province واقع شده‌است. یاکویبا ۹۷٬۲۹۶ نفر جمعیت دارد و ۶۵۰ متر بالاتر از سطح دریا واقع شده‌است.